# Гокхул, Дхарам
Дхарам Гокхул (англ. Dharam Gokhool; род. 25 октября 1949, Плен Де Рош, Британский Маврикий) — маврикийский политик, президент Маврикия с 6 декабря 2024 года.

## Биография

### Ранняя годы и образование
Гокхул родился 25 октября 1949 года в деревне Плен-де-Рош на Маврикии. Он принадлежит к индуистской индо-маврикийской общине. Он учился в государственной школе Рош-Нуар, где считался выдающимся учеником, а затем в государственной школе Мапу. В 1975 году он получил степень MBA на факультете управленческих исследований Делийского университета в Индии. После учёбы он вернулся на Маврикий и стал сотрудником Маврикийского университета, занимая различные должности, в том числе преподавателя, доцента и декана факультета.

### Карьера
Гокхул начал свою политическую карьеру в 1976 году. В 1980 году он вступил в Маврикийское боевое движение (МММ). В 1982 году он победил на выборах в Национальное собрание в составе альянса MMM/Маврикийская социалистическая партия (PSM), который в том году одержал убедительную победу. После раскола MMM и PSM Гокул остался в MMM и баллотировался на переизбрание в 1983, но проиграл выборы в округе Питон-Ривьер-дю-Ремпар. В 1991 он вернулся в законодательное собрание, получив место в альянсе MMM/Боевое социалистическое движение (MSM). Однако во время своего срока полномочий он перешёл в Лейбористскую партию.
Гокхул также был мэром города Вакоа-Феникс с 1991 по 1993 год. Он был личным секретарем парламента с 1993 по 1994 год, а после вступления в Лейбористскую партию в 2003 году занимал должность административного секретаря партии, затем был генеральным секретарем с 2004 по 2005 год. Во время правления Навинчандра Рамгулама Гокхул занимал пост министра образования с 2005 по 2008 год. После этого он стал министром промышленности, науки и исследований и занимал эту должность с 2008 по 2010 год. После выборов 2014 года он был кандидатом на пост вице-президента, но не получил эту должность.

### Выборы президента 2024 года
На выборах 2024 года Гокхул был кандидатом на пост президента Маврикия и был единогласно избран членами Национальной ассамблеи и удостоен звания Великого командора Ордена Звезды и Ключа Индийского океана. На той же сессии Роберт Хангли был избран его вице-президентом.

#### Президентство

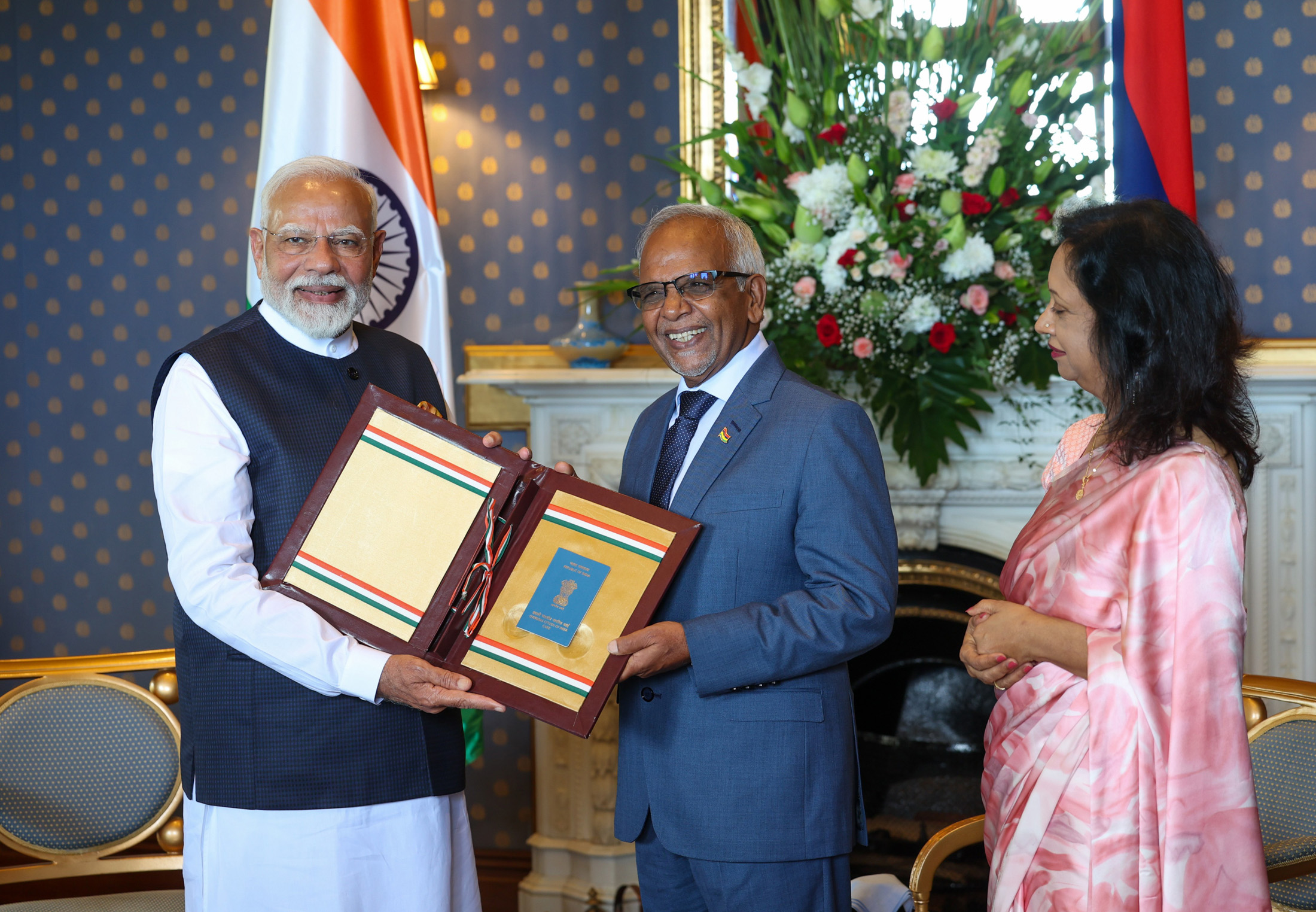
Моди дарит Гокхулу карту OCI.

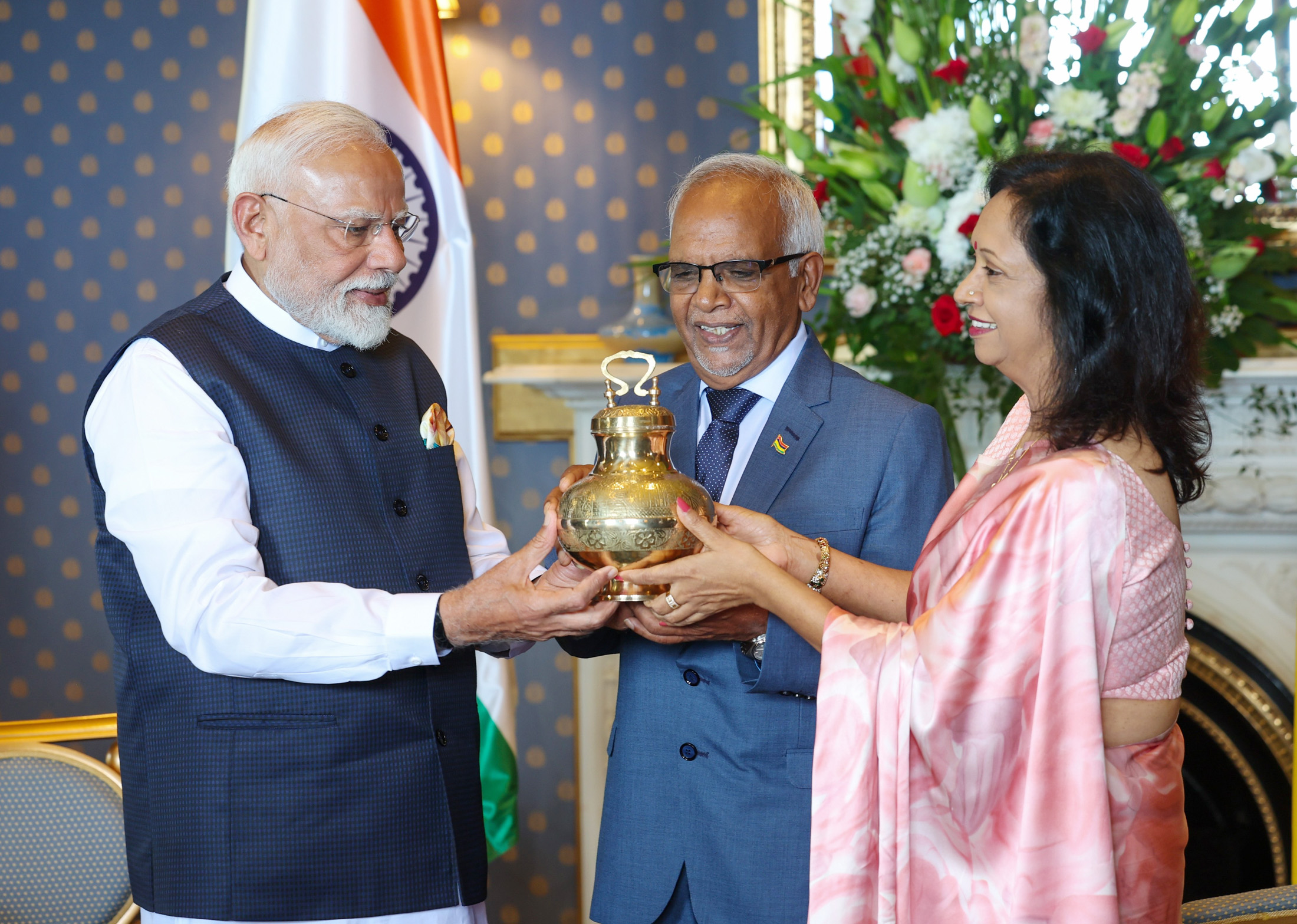
Моди дарит Гокхулу гангджал.

11 марта 2025 года премьер-министр Индии Нарендра Моди прибыл на Маврикий, посетил Государственный дворец и подарил Гокхулу гангаджал с Маха Кумбха Мелы 2025 года, Эвриалу и карту OCI. Дхарам Гокхул также показал Нарендре Моди аюрведический сад в Государственном дворце.

## Награды и ордена
- Маврикий
  -  Орден Звезды и Ключа Индийского океана